# Cryptophagus sporadum
Cryptophagus sporadum is een keversoort uit de familie harige schimmelkevers (Cryptophagidae). De wetenschappelijke naam van de soort werd in 1934 gepubliceerd door Nils Bruce.